# Катиновасов, Расул Абдусаламович
Расу́л Абдусала́мович Катинова́сов (род. 22 апреля 1969, Батлаич, Дагестанская АССР) — советский, российский и узбекистанский борец вольного стиля, призёр чемпионата Европы и Азиатских игр, чемпион Азии. Заслуженный мастер спорта России.
Брат-близнец — Сайгид Катиновасов, борец вольного стиля, обладатель Кубка мира, призёр чемпионата мира и Азии. Мастер спорта СССР международного класса.

## Биография
Родился в 1969 году в селе Батлаич Хунзахского района Дагестанской АССР. Выступал за «Урожай» (Махачкала) в весовых категориях до 74 кг, до 82 кг. Тренер — С. Д. Джабраилов.
Чемпионат СССР среди юношей 1986 года. Чемпион СССР 1991 года. В сборной команде СССР с 1991 года. В 1991 году занял 4-е место на чемпионате мира в Варне.
Чемпион России 1993 года. Серебряный призёр Чемпионата России 1994 года и Чемпионата России 1996 года. Бронзовый призёр Чемпионата России 1992 года.
В сборной команде России с 1992 по 1996 год. В 1994, 1995 годах становился серебряным призёром на Кубке мира. Выиграл Игры доброй воли 1994 года. Бронзовый призер чемпионата Европы 1995 года.
С 1997 по 2001 год выступал за Узбекистан. В 1998 году стал серебряным призёром Азиатских игр. В 1999 году занял 6-е место на чемпионате мира. В 2000 году стал чемпионом Азии.
В 2001 году занял 5-е место на чемпионате мира и в этом же году завершил спортивную карьеру.